# Valeri Gherghiev
Valeri Abisalovici Gherghiev, PAR (rusă Валерий Абисалович Гергиев; pronunțat în rusă vɐˈlʲerʲɪj ɐbʲɪˈsaləvʲɪtɕ ˈɡʲɛrɡʲɪɪf; osetă Гергиты Абисалы фырт Валери, Gergity Abisaly Fyrt Valeri; n. 2 mai 1953, Moscova, RSFS Rusă, URSS) este un dirijor și director de companie de operă rus.
Este director general și director artistic al Teatrului Mariinski, dirijor șef al Filarmonicii din München și director artistic al Festivalului Nopților Albe din Sankt-Petersburg.

## Înregistrări
Gherghiev s-a concentrat pe înregistrarea compozitorilor ruși, de muzică de operă cât și simfonică, inclusiv Mihail Glinka, Piotr Ilici Ceaikovski, Alexander Borodin, Nikolai Rimski-Korsakov, Serghei Prokofiev, Dmitri Șostakovici, Igor Stravinski și Rodion Shchedrin. Cele mai multe dintre înregistrările sale, pe eticheta Philips, sunt cu Orchestra Kirov, dar el a înregistrat, de asemenea, cu Filarmonica din Viena. O întreprindere nouă, colecția completă a simfoniilor lui Prokofiev, este cu Orchestra Simfonică din Londra.
El a înregistrat, de asemenea, colecția completă a simfoniilor lui Gustav Mahler, cu Orchestra Simfonică din Londra; toate au fost înregistrate live în concert, publicate cu eticheta London Symphony Orchestra Live și puse la dispoziție pe suport digital. În 2009, Gherghiev și Mariinski au lansat o etichetă de înregistrări Mariinsky Live (fiind distribuit de London Symphony Orchestra Live), cu primele două înregistrări prezentând muzică de Dmitri Șostakovici.
Înregistrarea lucrării ”Romeo și Julieta” de Prokofiev, cu London Symphony Orchestra, pe LSO live în 2010, a fost câștigătorul categoriei orchestrale și al Discului Anului 2011, BBC Music Magazine Awards.

### Discografie

#### Balete
| Album                                                                                       | Orchestra | Eticheta | Discuri | Eliberarea An |
| ------------------------------------------------------------------------------------------- | --------- | -------- | ------- | ------------- |
| PROKOFIEV: Romeo și Julieta (balet)                                                         | Kirov     | Philips  | 2       | 1991          |
| PROKOFIEV: Romeo și Julieta (balet)                                                         | LSO       | LSO Live | 2       | 2010          |
| RAVEL: Daphnis et Chloé (complet balet) (cu Pavane pour une infante défunte și Boléro)      | LSO       | LSO Live | 1       | 2010          |
| STRAVINSKI: Firebird (L ' oiseau de feu) (balet)                                            | Kirov     | Philips  | 1       | 1998          |
| STRAVINSKI: Ritualul Primăverii (Le sacre du printemps) (cu Scriabin este Poemul Extazului) | Kirov     | Philips  | 1       | 2001          |
| CEAIKOVSKI: frumoasa Din padurea adormita (balet)                                           | Kirov     | Philips  | 3       | 1993          |
| CEAIKOVSKI: spărgătorul De Nuci (balet)                                                     | Kirov     | Philips  | 1       | 1998          |
| CEAIKOVSKI: Lacul Lebedelor (balet) (Repere disponibile separat)                            | Mariinski | Decca    | 2       | 2007          |

#### Opere
| Album                                                       | Orchestra | Label          | Discs | Release Year |
| ----------------------------------------------------------- | --------- | -------------- | ----- | ------------ |
| BARTÓK: Bluebeard's Castle                                  | LSO       | LSO Live       | 1     | 2009         |
| BORODIN: Prince Igor                                        | Kirov     | Philips        | 3     | 1995         |
| DONIZETTI: Lucia di Lammermoor                              | Mariinski | Mariinsky Live | 2     | 2011         |
| GLINKA: Ruslan and Ludmila                                  | Kirov     | Philips        | 3     | 1997         |
| MUSSORGSKY: Boris Godunov (1869 & 1872 version)             | Kirov     | Philips        | 5     | 1999         |
| MUSSORGSKY: Khovanshchina                                   | Kirov     | Philips        | 3     | 1992         |
| PROKOFIEV: The Love for Three Oranges                       | Kirov     | Philips        | 2     | 2001         |
| PROKOFIEV: Semyon Kotko                                     | Kirov     | Philips        | 2     | 2000         |
| PROKOFIEV: The Gambler                                      | Kirov     | Philips        | 2     | 1999         |
| PROKOFIEV: The Fiery Angel                                  | Kirov     | Philips        | 2     | 1995         |
| PROKOFIEV: War and Peace                                    | Kirov     | Philips        | 3     | 1993         |
| PROKOFIEV: Betrothal in a Monastery                         | Kirov     | Philips        | 3     | 1998         |
| RIMSKY-KORSAKOV: Sadko                                      | Kirov     | Philips        | 3     | 1994         |
| RIMSKY-KORSAKOV: The Maid of Pskov                          | Kirov     | Philips        | 2     | 1997         |
| RIMSKY-KORSAKOV: The Legend of the Invisible City of Kitezh | Kirov     | Philips        | 3     | 1999         |
| RIMSKY-KORSAKOV: Kashchey the Immortal                      | Kirov     | Philips        | 1     | 1999         |
| RIMSKY-KORSAKOV: The Tsar's Bride                           | Kirov     | Philips        | 2     | 1999         |
| SHOSTAKOVICH: The Nose                                      | Mariinski | Mariinsky Live | 2     | 2009         |
| STRAVINSKY: Oedipus rex (Comes with Ballet Les noces)       | Mariinski | Mariinsky Live | 1     | 2010         |
| TCHAIKOVSKY: Pique Dame                                     | Kirov     | Philips        | 3     | 1993         |
| TCHAIKOVSKY: Mazeppa                                        | Kirov     | Philips        | 3     | 1998         |
| TCHAIKOVSKY: Iolanta                                        | Kirov     | Philips        | 2     | 1998         |
| VERDI: La Forza del Destino (1862 original version)         | Kirov     | Philips        | 3     | 1997         |
| WAGNER: Parsifal                                            | Mariinski | Mariinsky Live | 4     | 2010         |

#### Lucrări orchestrale
| Album                                                                                       | Orchestra | Label          | Discs | Release Year |
| ------------------------------------------------------------------------------------------- | --------- | -------------- | ----- | ------------ |
| BERLIOZ: Symphonie Fantastique, La Mort de Cléopâtre (Soprano: Olga Borodina)               | VPO       | Philips        | 1     | 2003         |
| BORODIN: Symphonies No. 1 & 2                                                               | RPhO      | Polygram       | 1     | 1991         |
| DEBUSSY: Prélude à l'après-midi d'un faune, La Mer, Jeux                                    | LSO       | LSO Live       | 1     | 2011         |
| MAHLER: Symphony No. 1                                                                      | LSO       | LSO Live       | 1     | 2008         |
| MAHLER: Symphony Nos. 2 & 10 (Adagio)                                                       | LSO       | LSO Live       | 2     | 2009         |
| MAHLER:Symphony No. 3                                                                       | LSO       | LSO Live       | 2     | 2008         |
| MAHLER: Symphony No. 4                                                                      | LSO       | LSO Live       | 1     | 2010         |
| MAHLER: Symphony No. 5                                                                      | LSO       | LSO Live       | 1     | 2011         |
| MAHLER: Symphony No. 6                                                                      | LSO       | LSO Live       | 1     | 2008         |
| MAHLER: Symphony No. 7                                                                      | LSO       | LSO Live       | 1     | 2008         |
| MAHLER: Symphony No. 8                                                                      | LSO       | LSO Live       | 1     | 2009         |
| MAHLER: Symphony No. 9                                                                      | LSO       | LSO Live       | 1     | 2011         |
| MUSSORGSKY: Pictures at an Exhibition                                                       | VPO       | Philips        | 1     | 2002         |
| PROKOFIEV: Scythian Suite, Alexander Nevsky                                                 | Kirov     | Philips        | 1     | 2003         |
| PROKOFIEV: Completes Symphonies (No. 1–7) (No. 4: 1930 + 1947 Versions)                     | LSO       | Philips        | 4     | 2006         |
| RACHMANINOV: Symphony No. 2                                                                 | Kirov     | Philips        | 1     | 1994         |
| RACHMANINOV: Symphony No. 2                                                                 | LSO       | LSO Live       | 1     | 2010         |
| RIMSKY-KORSAKOV: Scheherazade, BORODIN: In the Steppes of Central Asia, BALAKIREV: Islamey  | Kirov     | Philips        | 1     | 2001         |
| SHOSTAKOVICH: The War Symphonies (No. 4–9) Each one available separately                    | Kirov     | Philips        | 5     | 2005         |
| SHOSTAKOVICH: Symphonies No. 1 & 15                                                         | Mariinski | Mariinsky Live | 1     | 2009         |
| SHOSTAKOVICH: Symphonies No. 2 & 11                                                         | Mariinski | Mariinsky Live | 1     | 2010         |
| SHOSTAKOVICH: Symphonies No. 3 & 10                                                         | Mariinski | Mariinsky Live | 1     | 2011         |
| SHOSTAKOVICH: Symphonies No. 4, 5 & 6                                                       | Mariinski | Mariinsky Live | 2     | 2014         |
| SHOSTAKOVICH: Symphony No. 7 "Leningrad"                                                    | Mariinski | Mariinsky Live | 1     | 2012         |
| SHOSTAKOVICH: Symphony No. 8                                                                | Mariinski | Mariinsky Live | 1     | 2013         |
| STRAVINSKY: The Firebird – SCRIABIN: Prometheus                                             | Kirov     | Philips        | 1     | 1998         |
| STRAVINSKY: The Rite of Spring – SCRIABIN: The Poem of Ecstasy                              | Kirov     | Philips        | 1     | 2001         |
| TCHAIKOVSKY: Symphonies No. 4, 5, 6Each one available separately                            | VPO       | Philips        | 3     | 2005         |
| TCHAIKOVSKY: Symphony No. 5                                                                 | VPO       | Philips        | 1     | 1999         |
| TCHAIKOVSKY: Symphony No. 6, Francesca da Rimini, Romeo and Juliet                          | Kirov     | Philips        | 1     | 2000         |
| TCHAIKOVSKY: 1812 Overture and others                                                       | Kirov     | Philips        | 1     | 1994         |
| TCHAIKOVSKY: 1812 Overture, Moscow Cantata, Marche Slave, Coronation March, Danish Overture | Mariinski | Mariinsky Live | 1     | 2009         |

#### Lucrări orchestrale cu soliști
| ALBUM                                                                    | SOLIST            | ORCHESTRA  | ETICHETA       | DISCURI | ELIBERAREA AN |
| ------------------------------------------------------------------------ | ----------------- | ---------- | -------------- | ------- | ------------- |
| BRAHMS & KORNGOLD: Concerte pentru Vioară                                | Nikolaj Znaider   | A avut loc | RCA Red Seal   | 1       | 2009          |
| Lang Lang: Liszt, Pianul Meu Erou (LISZT: Concertul pentru Pian Nr. 1)   | Lang Lang         | A avut loc | Sony           | 1       | 2011          |
| PROKOFIEV: Completați Concerte pentru Pian (Nr. 1-5)                     | Alexander Toradze | Kirov      | Philips        | 2       | 1998          |
| RAHMANINOV: Concertul pentru Pian Nr. 2, Rapsodia pe o Temă de Paganini  | Lang Lang         | Mariinski  | DG             | 1       | 2003          |
| RAHMANINOV: Concertul pentru Pian Nr. 3, Rapsodia pe o Temă de Paganini  | Denis Matsuev     | Mariinski  | Mariinsky Live | 1       | 2010          |
| CEAIKOVSKI & MIASKOVSKY: Concerte pentru Vioară                          | Vadim Repin       | Mariinski  | Philips        | 1       | 2003          |
| CEAIKOVSKI: variațiuni pe o Temă Rococo, PROKOFIEV: Sinfonia Concertantă | Gautier Capuçon   | Mariinski  | Fecioara       | 1       | 2010          |

#### Lucrări vocale
| ALBUM                                | SOLIST              | ORCHESTRA | ETICHETA | DISCURI | ELIBERAREA AN |
| ------------------------------------ | ------------------- | --------- | -------- | ------- | ------------- |
| Ceaikovski & Arii De Verdi           | Dmitri Hvorostovsky | Kirov     | Philips  | 1       | 1990          |
| Ceaikovski & Arii De Verdi           | Galina Gorchakova   | Kirov     | Philips  | 1       | 1996          |
| Omagiu: La Vârsta De Diva            | Renée Fleming       | Mariinski | Decca    | 1       | 2007          |
| Rus Album                            | Anna Netrebko       | Mariinski | DG       | 1       | 2006          |
| PROKOFIEV: Ivan Cel Groaznic Cantata | RPhO                | Philips   | 1        | 1998    |               |
| VERDI: Requiem                       | Mariinski           | Philips   | 2        | 2001    |               |

### Înregistrări video

#### DVD
- Valeri Gherghiev în Repetiție și Performanță
- 60 de Minute: Omul Sălbatic al Muzicii, 2004.
- Valeri Gherghiev Conduce Orchestra Filarmonicii din Viena în Prokofiev, Schnittke & Stravinsky, 2003.
- Verdi: La forza del destino, Orchestra teatrului Mariinski, 1998.
- Rimski-Korsakov: Sadko, Kirov Opera, 2006.
- Puccini: Turandot, Filarmonicii Din Viena, 2006.
- Prokofiev: Logodna într-o Mănăstire, Kirov Opera, 2005.
- Șostakovici împotriva lui Stalin, 2005.
- "Tuturor Rusiilor – o călătorie muzicală": un cinci-parte documentar, prin tradiția și patrimoniul muzicii ruse.
- "Gherghiev Conduce Brahms: Ein Deutsches Requiem" Kringelborn, Kwiecien, Radio Suedez Cor, Rotterdam Philharmonic, 2008
- Tschaikovsky: Eugene Onegin; Dmitri Hvorostovsky, Renee Fleming, Ramon Vargas, Metropolitan Opera, 2007

#### VHS
- Mussorgsky: Boris Godunov, Kirov Opera, 1993.
- Ceaikovski: Pique Dame, Kirov Opera, 1994.
- Ceaikovski: Pique Dame, Acte 1 și 2, Kirov Opera, 1992.
- Mussorgsky: Kovanshchina, Kirov Orchestra, 1994.
- Prokofiev: Înger De Foc, Polygram Video, 1996.

## Onoruri și premii
Ruse

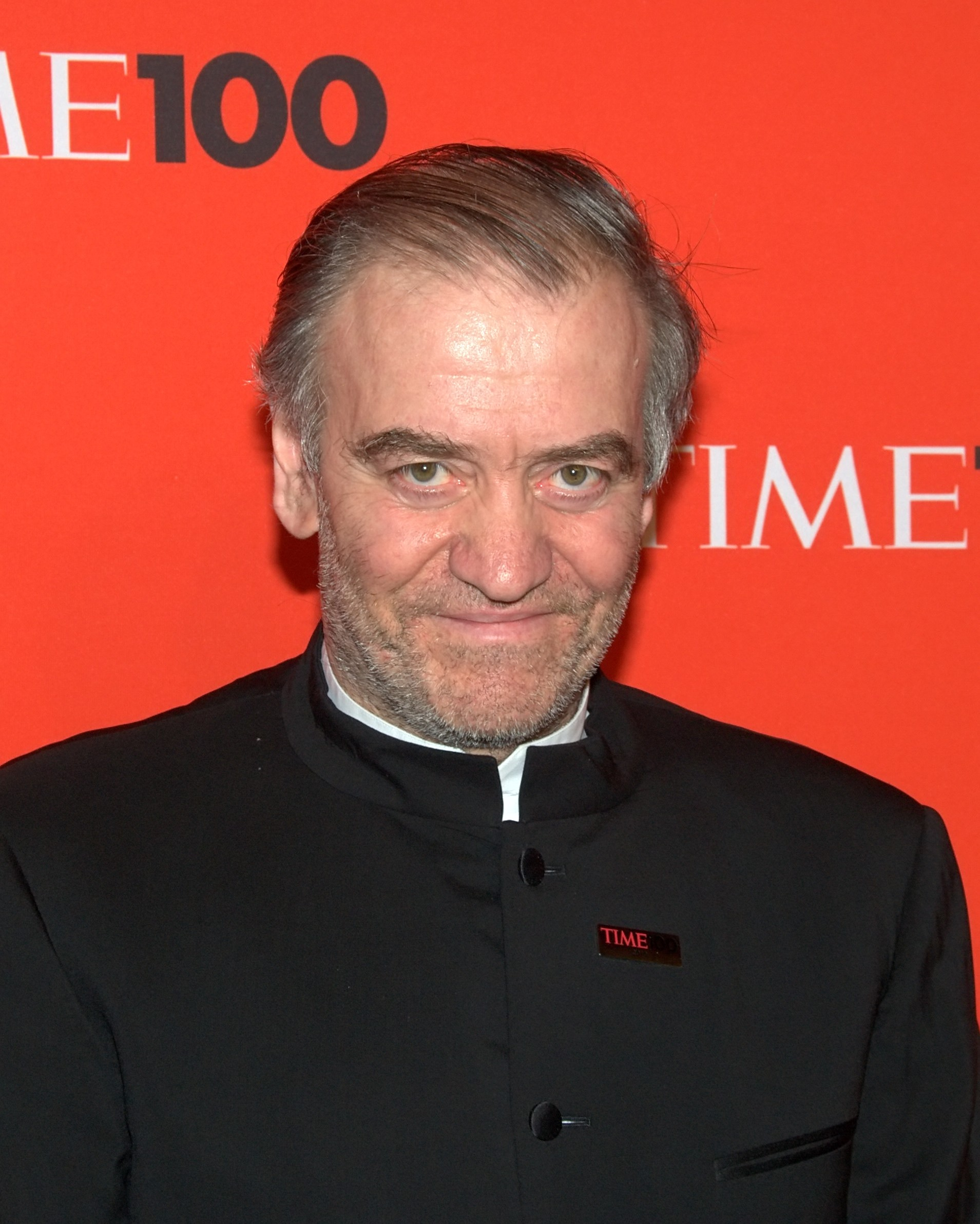
Gherghiev la Gala Time 100 din 2010

- Erou al Muncii al Federației ruse (1 mai 2013)[10]
- Ordinul de Merit pentru Patrie;
  - Clasa a 3-a (24 aprilie 2003) – pentru contribuția remarcabilă la cultura muzicală
  - Clasa 4 (2 mai 2008) – pentru contribuția remarcabilă la dezvoltarea de pe piața internă și mondială de muzică și teatru, mulți ani de activitate creatoare
- Ordinul de Prietenie (12 aprilie 2000) – pentru serviciile de la stat, mulți ani de muncă rodnică în domeniul culturii și artei, o mare contribuție la consolidarea prieteniei și cooperării între națiuni
- Medalia "În Comemorarea a 300 de ani de la Saint-Petersburg" (2003)
- Recunoștință de Președinte al Federației ruse (15 ianuarie 2009) – pentru concertul cu orchestra teatrului Mariinski, sub conducerea lui Valeri Gherghiev în sprijinul victimelor în timpul conflictului Georgian-Osetin
- Medalia "Pentru vitejie în Muncă" (Tatarstan) – pentru o cooperare fructuoasă cu Republica Tatarstan, un rol activ în proiecte naționale în domeniul culturii, contribuție remarcabilă la dezvoltarea de interne și muzica lumii
- Erou al Muncii din Federația rusă – pentru anumite servicii de Stat și oamenii săi. Noul onoare a fost creată la 29 martie 2013, și în primul rând acordat pe 1 mai 2013.[11]

Premii externe
- Ordinul Sf. Mashtots (Armenia, 2000)
- Mare Ofițer al Ordinului de Merit al Republicii italiene (2001)
- Ordinul "Danaker" (2001, Kârgâzstan)
- Medalia "Dank" (Kârgâzstan, 1998)
- Cavaler al Ordinului Leului de Olanda (2005)
- Ordinul Printul Yaroslav cel Intelept, clasa a 5 (Ucraina, 10 mai 2006) – o semnificativă contribuție personală la dezvoltarea relațiilor culturale dintre Ucraina și Rusia, înalt profesionalism și mulți ani de rodnică activitate de creație
- Ofițer de Cruce a Ordinului de Merit al Republicii Federale Germania (2001)
- Comandor al Ordinului Leului din Finlanda (2006)
- Ofițer al Legiunii de Onoare (Franța, 2007)
- Ordinul Artelor și Literelor (Franța)
- Ordinea de Răsăritul Soarelui cu Razele de Aur și Panglică (Japonia, 2006)
- Pentru "Uatsamonga" (Osetia de Sud, 29 ianuarie 2009) – pentru curaj și de mare patriotism, de neprețuit, de asistență și de sprijin pentru oamenii din Osetia de Sud în timpul Georgian agresiune dezastrul din August 2008
- Lucrător onorat de Kazahstan (2011)
- Medalia de argint în Valencia (Spania, 2006)
- Medalia Pro Mikkeli (Mikkeli, Finlanda, 2005)
- Medalia de Johan van Oldenbarnevelt (2008, Rotterdam, Olanda)
- Medalia de aur pentru Merit a Culturii (Gloria Artis) (Polonia, 2011)

## Legături externe
- Site web oficial
- Valeri Gherghiev Programul oficial al concertelor
- Valery Gergiev la AllMusic
- Rotterdam Philharmonic Gergiev Festival
- Interviu cu Valeri Gherghiev de Bruce Duffie, 16 octombrie 1992
- Biografia și CD-uri de Valeri Gherghiev de cosmopolis.ch